# Wilhelmsthal (Bawaria)
Wilhelmsthal – miejscowość i gmina w Niemczech, w kraju związkowym Bawaria, w rejencji Górna Frankonia, w regionie Oberfranken-West, w powiecie Kronach. Leży w Lesie Frankońskim.
Gmina położona jest 9 km na północ od Kronach, 37 km na zachód od Hof i 43 km na północny zachód od Bayreuth.

## Dzielnice
W skład gminy wchodzą następujące dzielnice: 
- Effelter
- Eibenberg
- Gifting
- Hesselbach
- Lahm
- Roßlach
- Steinberg
- Wilhelmsthal

## Polityka
Wójtem jest Franz Hader. Rada gminy składa się z 17 członków:
|      | CSU | SPD | UWG | Obywatele Socjalni | Razem |
| 2002 | 8   | 4   | 5   | 17 miejsc          |       |